# Butabandana
Butabandana är ett periodiskt vattendrag i Burundi.   Det ligger i provinsen Gitega, i den centrala delen av landet, 60 kilometer öster om huvudstaden Bujumbura.
Omgivningarna runt Butabandana är en mosaik av jordbruksmark och naturlig växtlighet. Runt Butabandana är det tätbefolkat, med 459 invånare per kvadratkilometer.